# ゲイリー・ロックウッド
ゲイリー・ロックウッド（Gary Lockwood, 本名：John Gary Yusolfsky / Yurosek、1937年2月21日 - ）は、アメリカ合衆国の俳優。
カリフォルニア州ヴァン・ナイズ出身。ポーランド系アメリカ人。
カリフォルニア大学ロサンゼルス校ではアメリカンフットボール選手として活躍、卒業後にスタントマンとして映画界入り。
ブロードウェイの舞台に出演しているところをジョシュア・ローガン監督に見出され、1960年にデビュー。映画『2001年宇宙の旅』でディスカバリー号副船長フランク・プールを演じて有名となる。
テレビドラマへの出演も多く、『フォロー・ザ・サン』やThe Lieutenantで主演をつとめたほか、『スタートレック/宇宙大作戦』などの有名テレビドラマにも出演している。

## 主な出演作品

### 映画
- 水兵さんは暇がない Onionhead (1959) クレジットなし
- ワーロック Warlock (1959) クレジットなし
- のっぽ物語 Tall Story (1960) クレジットなし
- 嵐の季節 Wild in the Country (1961)
- 草原の輝き Splendor in the Grass (1961)
- 魔法の剣 The Magic Sword (1962)
- ヤング・ヤング・パレード It Happened at the World's Fair (1963)
- セクシー・ダイナマイト Kitten with a Whip (1964) クレジットなし
- ファイヤークリークの決闘 Firecreek (1968)
- 2001年宇宙の旅 2001: A Space Odyssey (1968)
- ラスベガス強奪作戦 Las Vegas, 500 millones (1968)
- モデル・ショップ Model Shop (1968)
- Stand Up and Be Counted (1972)
- キット･カーソンと罠猟師たち Kit Carson and the Mountain Men (1977) テレビ映画
- ギャロマ'88 Bad Georgia Road (1977)
- エア・サスペリア/401便の幽霊 The Ghost of Flight 401 (1978) テレビ映画
- バイオニック・ジェミー/甦った地上最強の美女 The Return of the Six-Million-Dollar Man and the Bionic Woman (1987) テレビ映画
- ザ・スケアクロウ Night of the Scarecrow (1995)

### テレビドラマ
- フォロー・ザ・サン Follow the Sun (1961 - 1962)
- 頭上の敵機 12 O'Clock High (1964 - 1965)
- 宇宙大作戦スタートレック Where No Man Has Gone Before(1966)
- 名探偵ジョーンズ Barnaby Jones (1973 - 1979)
- ジェシカおばさんの事件簿 Murder, She Wrote (1985 - 1994)